# Leichtathletik-Europameisterschaften 2012/10.000 m der Frauen

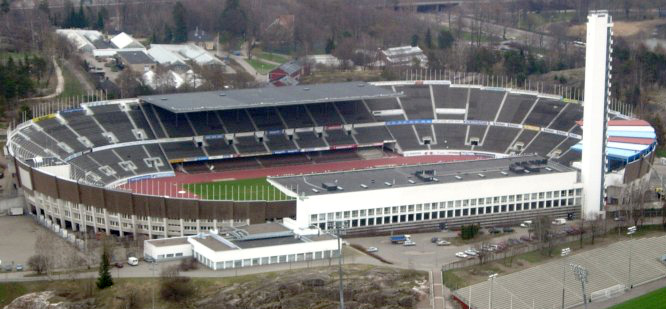
Das Olympiastadion Olympiastadion Helsinki im Jahr 2005

Der 10.000-Meter-Lauf der Frauen bei den Leichtathletik-Europameisterschaften 2012 wurde am 1. Juli 2012 im Olympiastadion der finnischen Hauptstadt Helsinki ausgetragen.
Diese längste Bahndistanz litt doch sehr unter den in wenigen Wochen stattfindenden Olympischen Spielen. Viele Läuferinnen verzichteten auf ihre Teilnahme, um sich auf das olympische Rennen zu konzentrieren. Das führte dazu, dass das Teilnehmerfeld mit nur sechzehn Athletinnen aus neun Ländern ziemlich überschaubar war.
Europameisterin wurde die Portugiesin Dulce Félix. Sie gewann vor der  Britin Joanne Pavey. Bronze ging an Olha Skrypak aus der Ukraine.

## Bestehende Rekorde
| Weltrekord           | 29:31,78 min | Wang Junxia     | Peking, Volksrepublik China | 8. September 1993 |
| Europarekord         | 30:01,09 min | Paula Radcliffe | EM München, Deutschland     | 6. August 2002    |
| Meisterschaftsrekord | 30:01,09 min | Paula Radcliffe | EM München, Deutschland     | 6. August 2002    |

Anmerkung zum Europarekord:

Bei den Olympischen Spielen 2008 hatte die bei den Europameisterschaften hier mit zwei Goldmedaillen dekorierte Elvan Abeylegesse mit 29:56,34 min als Zweite zunächst einen neuen Europarekord aufgestellt. Ihr Resultat wurde allerdings nachträglich wegen Dopingmissbrauchs annulliert.
Der bestehende EM-Rekord wurde bei diesen Europameisterschaften nicht erreicht. Mit ihrer Siegzeit von 31:44,75 min blieb die portugiesische Europameisterin Dulce Félix 1:43,66 min über dem Rekord, gleichzeitig Europarekord. Zum Weltrekord fehlten ihr 2:12,97 s.

## Durchführung
Bei einem Teilnehmerfeld von nur sechzehn Läuferinnen wurde auf eine Vorrunde verzichtet, alle Athletinnen gingen in ein gemeinsames Finale.

## Legende
Kurze Übersicht zur Bedeutung der Symbolik – so üblicherweise auch in sonstigen Veröffentlichungen verwendet:
| NU23R | Nationaler U23-Rekord                    |
| DNF   | Wettkampf nicht beendet (did not finish) |

## Resultat

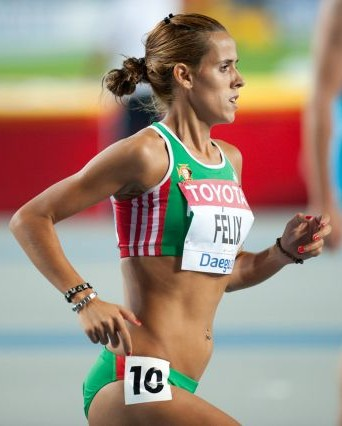
Europameisterin Ana Dulce Félix
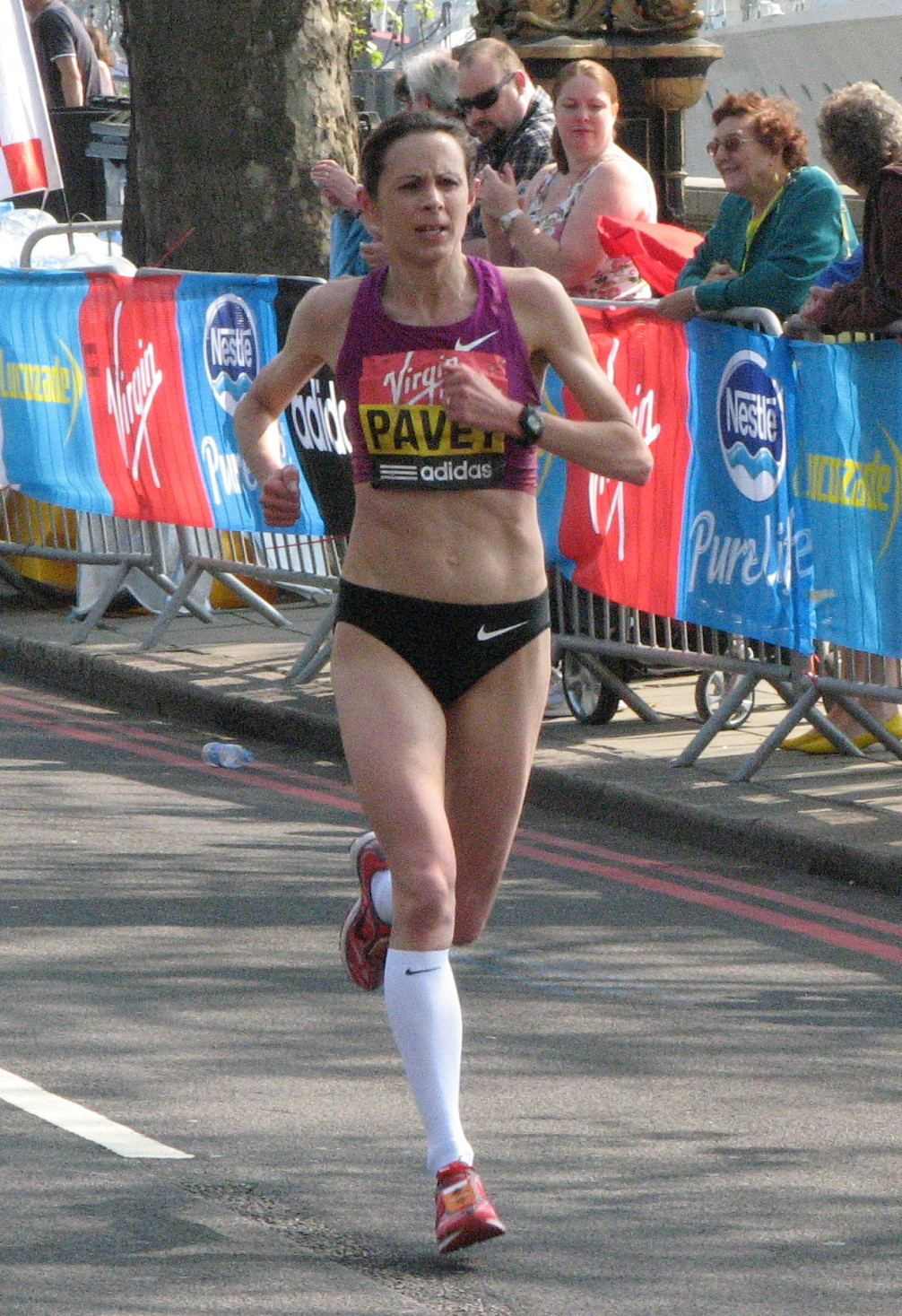
Vizeeuropameisterin Joanne Pavey
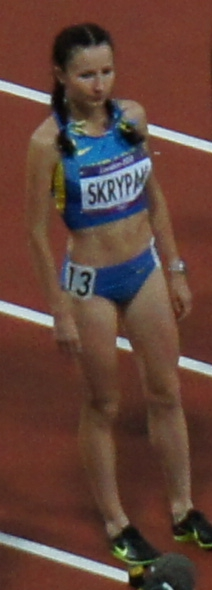
Olha Skrypak – Bronzemedaillengewinnerin mit neuem ukrainischen U23-Rekord

1. Juli 2012, 17:25 Uhr
| Platz | Name                    | Nation         | Zeit (min)     |
| ----- | ----------------------- | -------------- | -------------- |
| 1     | Ana Dulce Félix         | Portugal       | 31:44,75       |
| 2     | Joanne Pavey            | Großbritannien | 31:49,03       |
| 3     | Olha Skrypak            | Ukraine        | 31:51,32 NU23R |
| 4     | Fionnuala Britton       | Irland         | 32:05,54       |
| 5     | Sabrina Mockenhaupt     | Deutschland    | 32:15,55       |
| 6     | Charlotte Purdue        | Großbritannien | 32:28,46       |
| 7     | Ana Dias                | Portugal       | 32:35,82       |
| 8     | Elena Romagnolo         | Italien        | 32:42,31       |
| 9     | Gemma Steel             | Großbritannien | 32:46,32       |
| 10    | Leonor Carneiro         | Portugal       | 33:05,92       |
| 11    | Lidia Rodríguez         | Spanien        | 33:09,53       |
| 12    | Tetjana Holowtschenko   | Ukraine        | 33:18,15       |
| 13    | Marta Silvestre         | Spanien        | 34:21,24       |
| 14    | Patricia Morceli Bühler | Schweiz        | 34:24,82       |
| DNF   | Nadia Ejjafini          | Italien        |                |
| DNF   | Krisztina Papp          | Ungarn         |                |

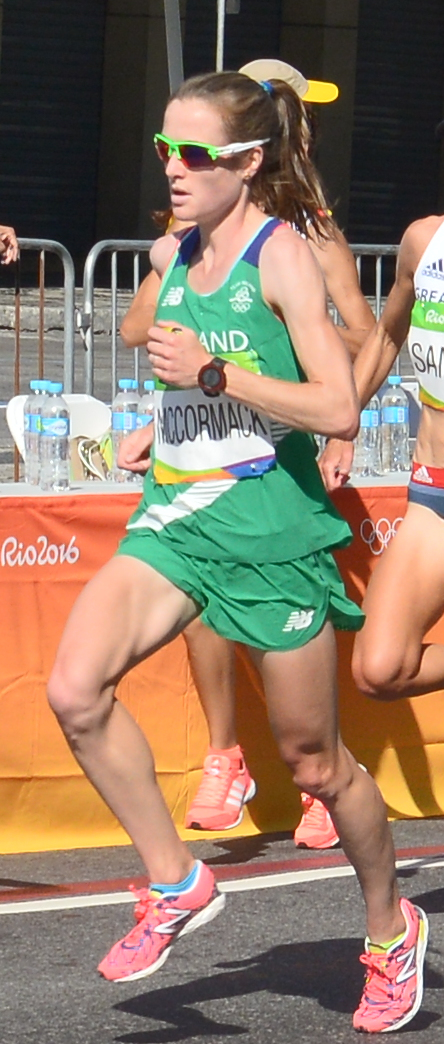
Fionnuala Britton, spätere Fionnuala McCormack, kam auf den vierten Platz
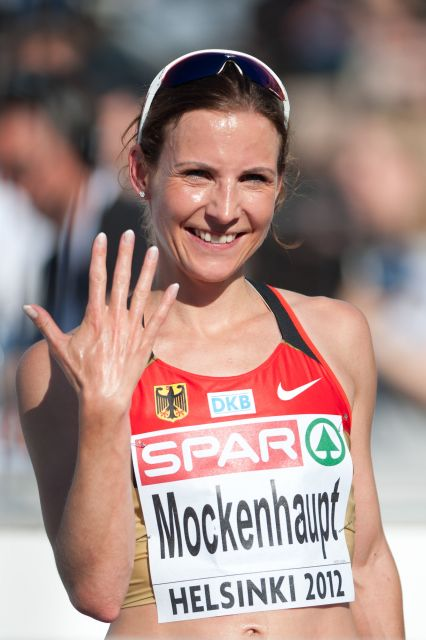
Eine nach ihrem fünften Rang strahlende Sabrina Mockenhaupt
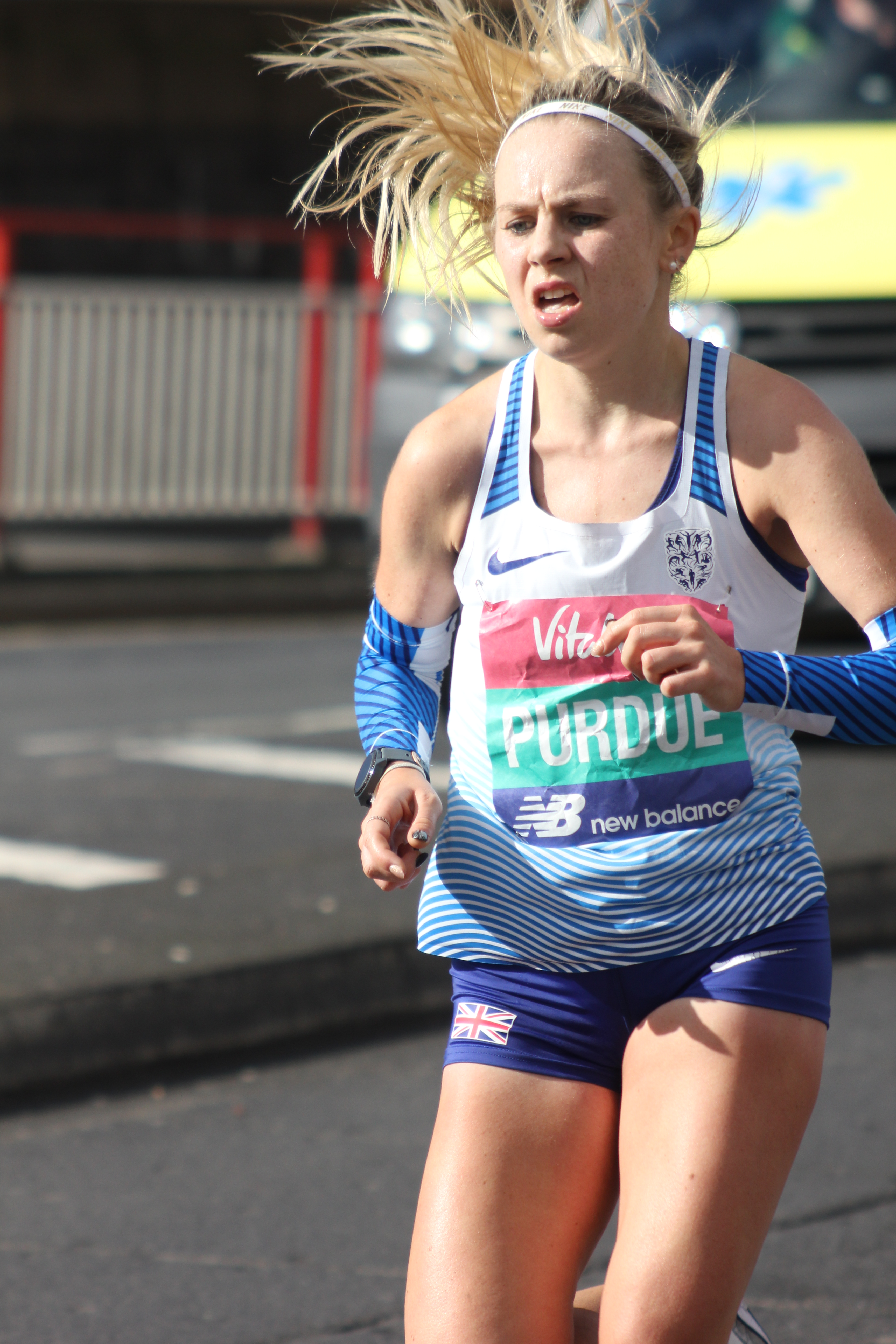
Charlotte Purdue erreichte Platz sechs

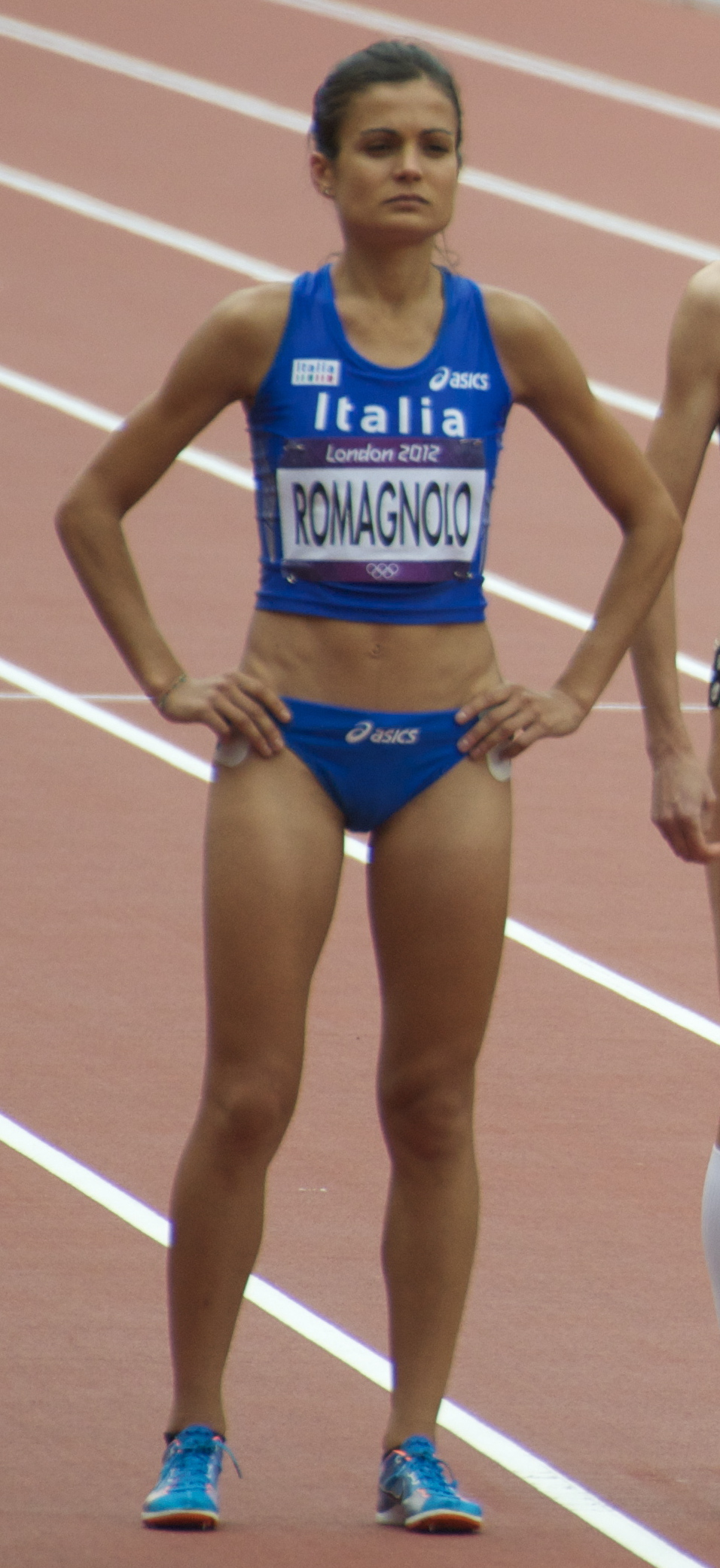
Elena Romagnolo wurde nach ihrem siebten Platz drei Tage zuvor über 5000 Meter hier Achte
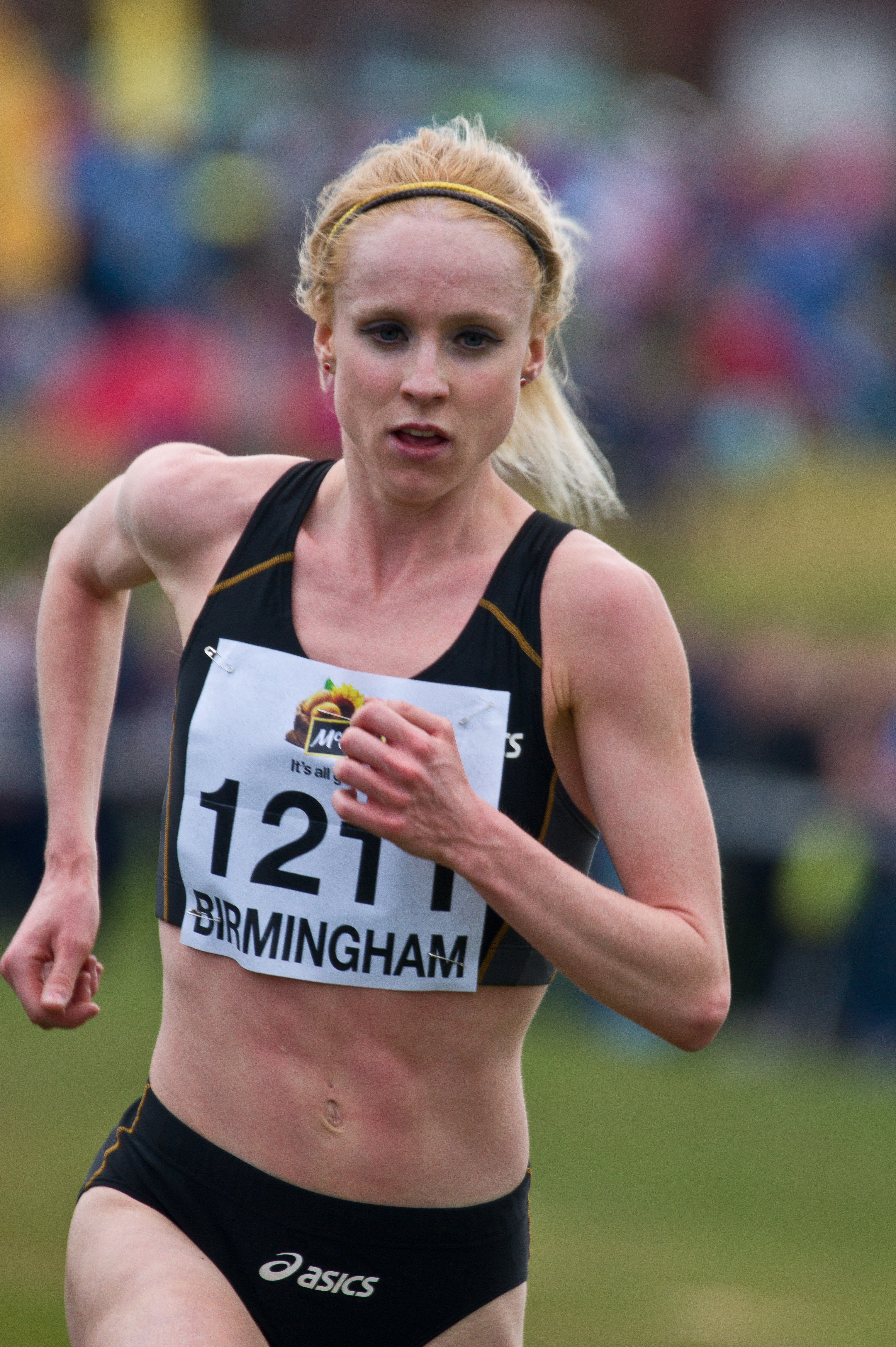
Die neuntplatzierte Gemma Steel
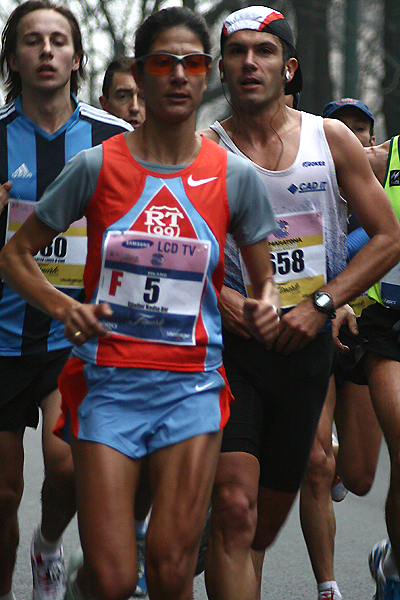
Nadia Ejjafini beendete das Rennen nicht – drei Tage zuvor Fünfte über 5000 Meter
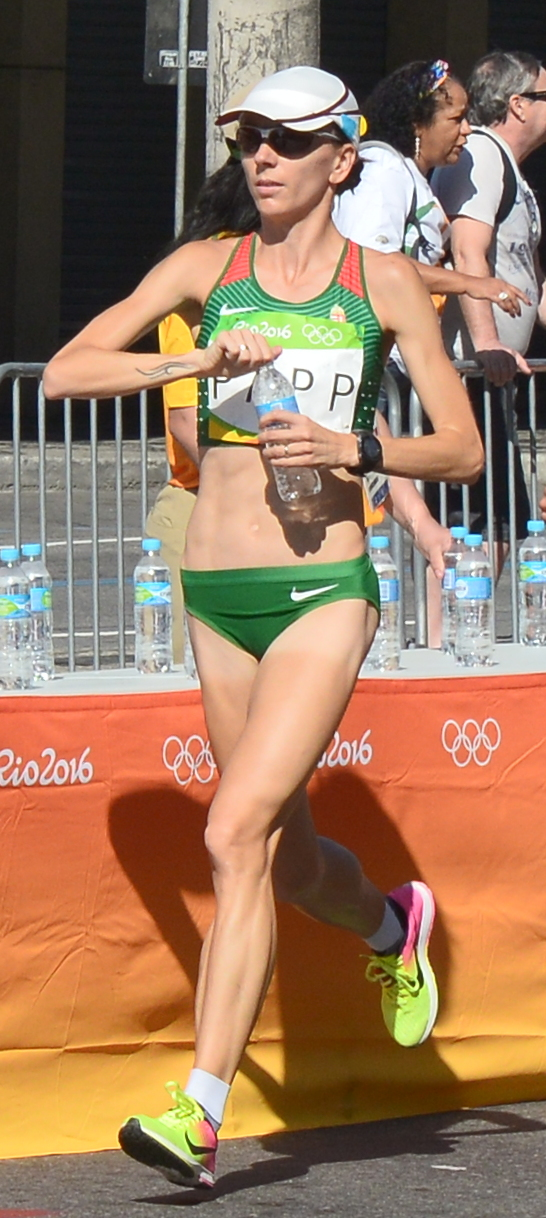
Krisztina Papp – Rennen nicht beendet

## Videolink
- 10000m Women European Athletics Championships Helsinki 2012 MIR-LA.com, youtube.com, abgerufen am 2. März 2023